# 하워드 케인
하워드 케인(Howard Caine, 1926년 1월 2일 ~ 1993년 12월 28일)은 미국의 연극 배우, 텔레비전 배우이다.
내슈빌에서 태어났으며 노스할리우드에서 사망하였다. 사인은 심근 경색이다.

## 영화
- 전쟁과 추억 (1988년)
- 암흑가의 분노 (1982년)
- 마릴린: 언톨드 스토리 (1980년)
- 1776 (1972년)
- 더 둠스데이 플라이트 (1966년)
- 알바레즈 켈리 (1966년)
- 호간의 영웅들 (1965년)
- 겟 스마트 (1965년)
- 뉘른베르크의 재판 (1961년)
- 폴 뉴먼의 고독한 관계 (1960년)
- 추격 (1959년)